# Lubbockia marukawai
Lubbockia marukawai is een eenoogkreeftjessoort uit de familie van de Lubbockiidae. De wetenschappelijke naam van de soort is voor het eerst geldig gepubliceerd in 1937 door Mori.